# Marie-Louise Sérieyx
Marie-Louise Sérieyx, née en Suisse en 1897 et morte le 3 février 1987 à Mont-sur-Rolle, est une pianiste, pédagogue et enseignante vaudoise.

## Biographie
Marie-Louise Bouët est l'une des premières élèves d'Émile Jaques-Dalcroze et devient professeur diplômé de la méthode Jaques Dalcroze. Elle étudie par ailleurs le piano auprès de la pianiste française Blanche Selva et devient son assistante pour ses cours d'été de Brive-la-Gaillarde de 1922 à 1927. Au cours de ces années, elle découvre le traité du compositeur Auguste Sérieyx dont la lecture la marque. Elle épouse le 26 juillet 1931 ce compositeur. Le couple s'installe à Montreux.
Marie-Louise Sérieyx se consacre à l'enseignement du piano et de la musique. Elle est l'un des premiers professeurs du Conservatoire de musique de Montreux, fondé par Mathilde de Ribaupierre en même temps que l'Institut éponyme de Lausanne, en 1915, et y enseigne la rythmique. Marie-Louise Sérieyx publie un Traité d'analyse musicale élémentaire en 1966 qui témoigne d'une approche intéressante de l'enseignement de la musique par sa volonté de se détacher de l'empreinte trop prédominante du système harmonique classique et de permettre aux apprentis musiciens d'utiliser cette langue. En 1982, elle publie un second ouvrage, Les Rudiments du langage musical traditionnel.
Elle a classé le fonds d'archives de son mari Auguste Sérieyx dont elle a fait don à la Bibliothèque cantonale et universitaire - Lausanne.

## Sources
- « Marie-Louise Sérieyx », sur la base de données des personnalités vaudoises sur la plateforme « Patrinum » de la Bibliothèque cantonale et universitaire de Lausanne.
- Burdet, Jacques, La Musique dans le canton de Vaud (1904-1939), Lausanne, Payot, 1983
- Sérieyx, Marie-Louise, Les rudiments du langage musical traditionnel, 2 volumes, auto-édité, 1982
- Sérieyx, Marie-Louise, Traité d'analyse musicale élémentaire, 2 volumes, auto-édité, 1966.